# Seznam osobností Bratislavy
Seznam osobností Bratislavy uvádí některé osobnosti, v Bratislavě narozené nebo s ní jinak spojené.

## A
- Jozef Albach (1795–1853), františkánský kněz
- Ján Albrecht (1919–1996), hudebník
- Oliver Andrásy (* 1957), slovenský moderátor, scenárista a režisér
- Antonín Apponyi (1782–1852), diplomat
- Alžběta Durynská (1207–1231), dcera krále Ondřeje II.

## B
- Rudolf Battěk (1924–2013), filozof, sociolog a politik
- Peter Batthyany (* 1966), herec
- Lajos Batthyány (1806–1849), v roce 1849 první předseda maďarské parlamentní vlády
- Günther Beck von Mannagetta und Lerchenau (1856–1931), botanik
- Matej Bel (1684–1749), evangelický kněz a historik
- Katarína Brychtová (* 1967), herečka
- Andrea Bučko (* 1989), herečka a zpěvačka
- Štefan Bučko (* 1957), herec, recitátor a moderátor

## C/Č
- Dušan Čaplovič (* 1946), archeolog a politik
- Ján Čapkovič (* 1948), fotbalista
- Zuzana Čaputová (*1973), prezidentka Slovenské republiky
- Ján Čarnogurský (* 1944), slovenský politik
- Vojtech Čelko (* 1946), historik

## D
- Stano Dančiak (* 1942), herec
- Branislav Deák (* 1982), herec
- Ladislav Dérer (1897–1960), univerzitní profesor
- František Dibarbora (1916–1987), herec
- Ernő Dohnányi (1877–1960), maďarský klavírista a skladatel
- Růžena Dostálová (1924–2014), filoložka, historička, literární historička, překladatelka a byzantoložka
- Peter Dubovský (1972–2000), fotbalista
- Vladimír Dzurilla (1942–1995), hokejista
- Juraj Ďurdiak (* 1952), herec

## E
- Stephan Endlicher (1804–1849), botanik

## F
- Ján Fadrusz (1859–1903), sochař
- Marek Fašiang (* 1985), dabér, herec a podnikatel
- Zuzana Fialová (* 1974), herečka a režisérka
- Boris Filan (* 1949), básník, spisovatel a dramaturg
- Ján Filc (* 1953), hokejista a trenér
- Karol Henrich Fuchs (1851–1916), matematik, fyzik a geodet
- Ľubomír Ftáčnik (* 1957), šachový velmistr

## G
- Lajos Gogolák (1910–1987), historik
- Jozef Golonka (* 1938), hokejista a trenér
- Vratislav Greško (* 1977), fotbalista
- Stanislav Gron (* 1978), hokejista
- Edita Gruberová (* 1946), sopranistka

## H
- Josef Karel Ludvík Habsbursko-Lotrinský (1833–1905), arcivévoda
- Jaroslav Halák (* 1985), hokejový brankář
- Pavol Hammel (* 1948), zpěvák
- Dávid Hartl (* 1993), herec
- Katarína Hasprová (* 1972), zpěvačka a herečka
- Eduard Heger (* 1976), politik
- Hana Hegerová (1931–2021), zpěvačka
- Karol Heiller (1811–1889), římskokatolický kněz
- Daniel Hevier (* 1955), spisovatel a vydavatel
- Monika Hilmerová (* 1974), herečka
- Pavol Hochschorner (* 1979), vodní slalomář
- Peter Hochschorner (* 1979), vodní slalomář
- Petr Hořejš (1938–2023), publicista, scenárista, spisovatel
- Martina Hrašnová (* 1983), atletka
- Dominik Hrbatý (* 1978), tenista
- Ivan Hrušovský (1927–2001), skladatel a pedagog
- Martin Huba (* 1943), herec a režisér
- Mark Hučko (* 1947), jazykovědec
- Johann Nepomuk Hummel (1778–1837), německý klavírista a skladatel
- Gustáv Husák (1913–1991), československý prezident
- Viera Husáková (1923–1977), publicistka
- Michal Hvorecký (* 1976), slovenský spisovatel

## I
- Jan Křtitel Illesházy (1737–1799), župan trenčínské a liptovské župy

## J
- Dušan Jamrich (* 1946), herec
- Jozef Jankovič (1937–2017), sochař, malíř a grafik, poslanec Sněmovny lidu Federálního shromáždění
- Tomáš Janovic (* 1937), spisovatel

## K
- Richard Kapuš (* 1973), hokejista
- Josef Kiss (1896–1918), letecké eso v 1. světové válce
- Wolfgang von Kempelen (1734–1804),  vysoký úředník, umělec, konstruktér a vynálezce
- Martin Kližan (* 1989), tenista
- Maroš Kramár (* 1959), herec a moderátor
- Roman Kratochvíl (* 1974), fotbalista
- Ján Krošlák (* 1974), tenista
- Ján Kubiš (* 1952), slovenský politik
- Karol Kučera (* 1974), tenista
- Kristína Kučová (* 1990), tenistka
- Philipp Kukura (* 1978), fyzikální chemik
- Jozef Kundlák (* 1956), operní pěvec
- Ľubomíra Kurhajcová (* 1983), tenistka
- Johann Sigismund Kusser (1660–1727), skladatel
- Miroslav Kusý (* 1931), politolog, filozof a pedagog

## L
- Ignác Lamár (1897–1967), výrazná bratislavská osobnost
- Ján Lehotský (* 1947), zpěvák a skladatel
- Philipp Lenard (1862–1947), nositel Nobelovy ceny za fyziku
- Zuzana Licko (* 1960), designérka
- Imi Lichtenfeld (1910–1998), tvůrce bojového systému Krav maga
- János Lippay (1606–1666), přírodovědec
- György Lippay (1600–1666), římskokatolický arcibiskup
- Johanna Loisingerová (1865–1951), rakouská operní zpěvačka

## M
- Kamila Magálová (* 1950), herečka
- Katarína Máliková (* 1990), zpěvačka
- Peter Machajdík (* 1961), hudební skladatel
- Róbert Mak (* 1991), fotbalista
- Zuzana Mauréry (* 1968), herečka
- Marián Miezga (* 1974), herec
- Ivan Mistrík (1935–1982), herec
- Pavol Molnár (* 1936), fotbalista
- Diana Mórová (* 1970), herečka
- Aladár Móži (1923–1984), houslista a hudební skladatel
- Vladislav Müller (1936–1996), herec

## N
- Ondrej Nepela (1951–1989), krasobruslař
- Miroslav Noga (* 1959), herec

## O
- Adam Friedrich Oeser (1717–1799), malíř a sochař

## P
- Dušan Pašek (1960–1998), hokejista
- Táňa Pauhofová (* 1983), herečka
- Ján František Pálffy (1829–1908), bratislavský župan
- Kamil Peteraj (* 1945), básník a spisovatel
- Emil Pfersche (1854–1916), právník, vysokoškolský pedagog a politik
- Ján Počiatek (* 1970), slovenský politik
- Peter Podhradský (* 1979), hokejista
- Petra Polnišová (* 1976), herečka
- Martin Porubjak (* 1944), dramaturg
- Zuzana Porubjaková (* 1985), herečka
- Robert Příhoda (1857–1903), architekt

## R
- Iveta Radičová (* 1956), slovenská politička a socioložka
- Tomáš Radil (1930–2021), neurolog, psychofyziolog , psycholog a spisovatel
- Martin Rausch (* 1977), moderátor
- Jožo Ráž (* 1954), zpěvák
- Bystrík Režucha (* 1935), dirigent
- Milan Richter (* 1948), básník a překladatel
- Dara Rolins (* 1972), zpěvačka

## S/Š
- Jozef Sabovčík (* 1963), krasobruslař
- Július Satinský (1941–2002), herec, komik, dramatik a spisovatel
- Ján Andrej Segner (1704–1777), fyzik a matematik
- Franz Schmidt (1874–1939), rakouský violoncellista, klavírista, hudební skladatel a pedagog
- Ivan Otto Schwarz (1923–2018), příslušník  československé zahraniční armády
- Marián Slovák (* 1949), herec
- Helen Spitzer Tichauerová (1918–2018), grafička a lidskoprávní aktivistka, přeživší holocaustu
- Wilhelm Stiassny (1842–1910), architekt
- Zdena Studenková (* 1954), herečka
- Andrej Šeban (* 1962), kytarista
- Martin Milan Šimečka (*1957), spisovatel a publicista
- Ester Šimerová-Martinčeková (1909–2005), malířka, výtvarnice a scénografka
- Martina Šindlerová (* 1988), zpěvačka
- Viliam Široký (1902–1971), komunistický politik, v letech 1953–1963 předseda československé vlády
- Rebecca Šramková (* 1996), tenistka
- Daniel Štrauch (* 1996), youtuber vystupující pod pseudonymem GoGoManTV
- Anton Šťastný (* 1959), hokejista
- Marián Šťastný (* 1953), hokejista
- Peter Šťastný (* 1956), hokejista

## T
- Viktor Oskar Tilgner (1844–1896), sochař
- Pavol Topoľský (* 1961), herec
- Filip Tůma (* 1978), herec, moderátor a operní pěvec
- Marek Ťapák (* 1960), herec

## U
- Dežo Ursiny (1947–1995), hudebník a skladatel

## V
- Silvia Vaculíková (* 1967), fotografka a cestovatelka
- Adela Vinczeová (* 1980), moderátorka
- Peter Velits (* 1985), cyklista
- Alexander Vencel (* 1967), fotbalista
- Ján Vilček (* 1933), mikrobiolog
- Róbert Vittek (* 1982), fotbalista
- René Vydarený (* 1981), hokejista

## W
- Vladimír Weiss (* 1964), trenér a bývalý fotbalista
- Gisela Werbezirk (1875–1956), herečka

## Z/Ž
- Marián Zednikovič (1951–2007), herec
- Veronika Zuzulová (* 1984), lyžařka
- Miroslav Žbirka (1952–2021), zpěvák
- Márius Žitňanský (* 1952), architekt